# Mahieddine Tahkout
Mahieddine Tahkout est un homme d'affaires algérien, le dirigeant du groupe Tahkout et un proche du président Abdelaziz Bouteflika.
Le groupe Tahkout possède l’un des plus importants réseaux de concessionnaires automobiles d'Algérie, avec Cima Motors, distributeur des marques Hyundai, Opel, Chevrolet, Suzuki, Fiat, Jeep et Alfa Romeo.
Il est arrêté le 22 avril 2019 puis condamné à 16 ans de prison.

## Biographie
Mahieddine Tahkout fait fortune en créant une flotte de bus et en obtenant des marchés publics dans le secteur du transport universitaire et urbain.
Il possède le réseau de distributeurs automobile Cima Motors, ainsi qu'une usine d'assemblage et la chaîne de télévision Numidia TV. Accusé de corruption il est arrêté en 2019.
Le 14 novembre 2020, il est condamné à 14 ans de prison pour corruption.
En mars 2022, la justice saisit des voitures, jetsky et voitures lui appartenant.
En janvier 2023, plusieurs de ses proches dont ses frères et ses enfants, sont condamnés à plusieurs années de prison.